# Sant Joan el Vell de Perpinyà
Sant Joan el Vell de Perpinyà és l'antiga església parroquial romànica de la ciutat de Perpinyà, a la comarca del Rosselló, de la Catalunya del Nord.
És al costat nord mateix de l'església actualment catedral de Sant Joan Baptista. En el barri de Sant Joan. És també una de les quatre parròquies originàries de la ciutat. A més, va ser la seu d'un monestir de canonges regulars agustinians.

## Història

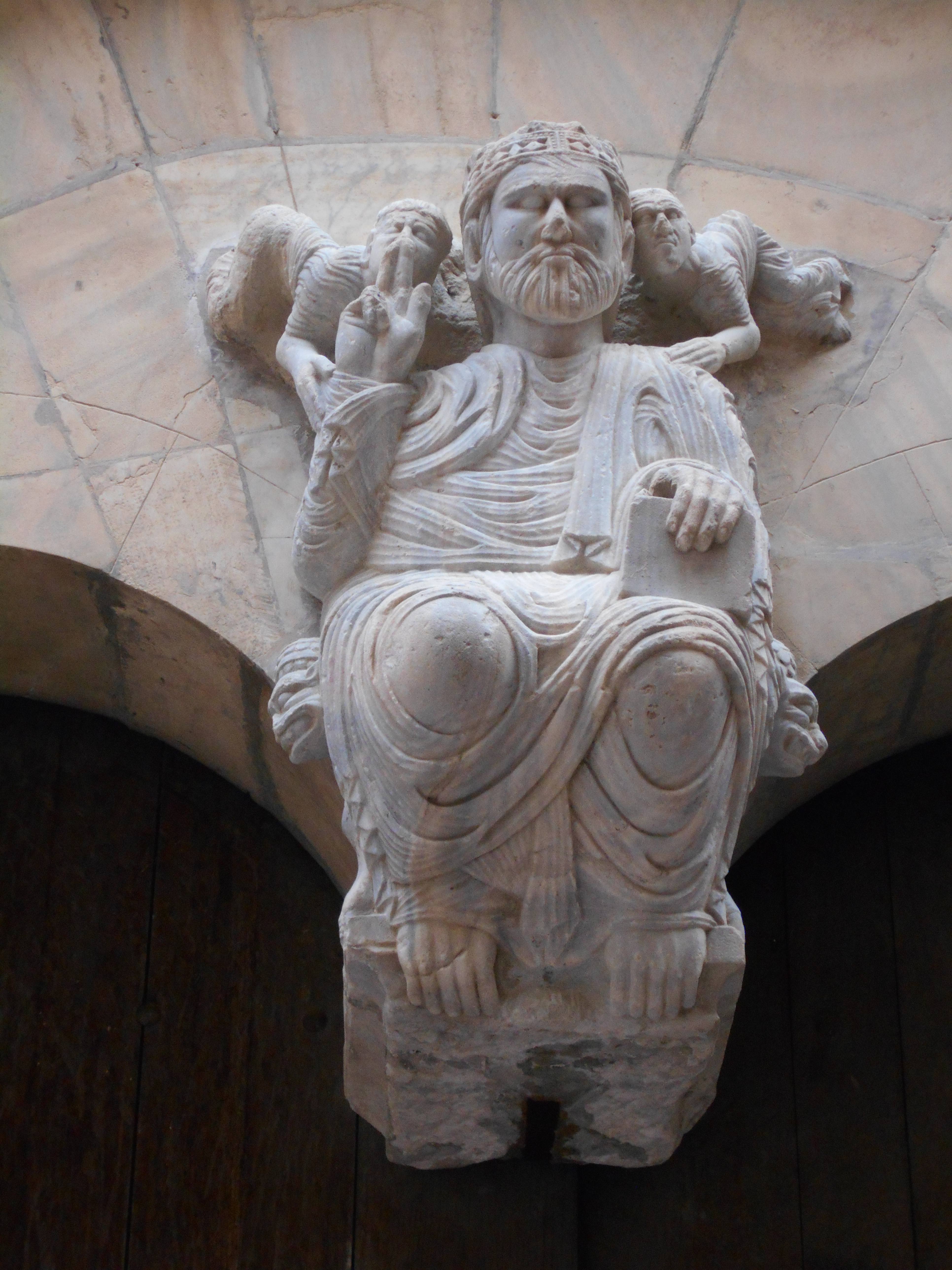
El Crist en Majestat

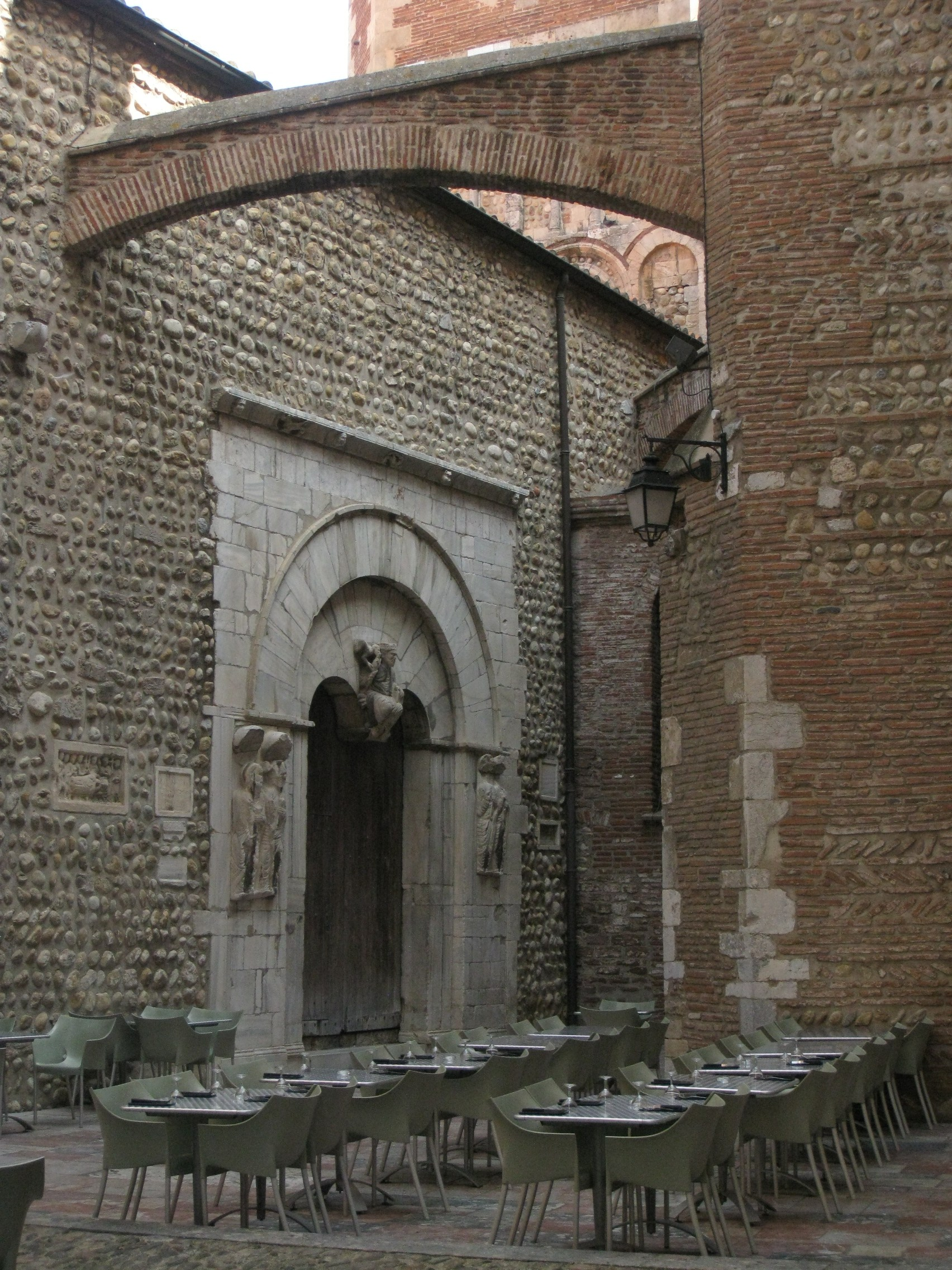
Portalada de Sant Joan el Vell

Començada a construir el 1025, l'església parroquial de Sant Joan Baptista fou consagrada el 1028 per Berenguer II, Berenguer de Gurb, bisbe d'Elna, en presència del comte Gausfred II de Rosselló. Fou edificada amb els diners recaptats per la burgesia perpinyanenca, els bons homes de la vila, els noms d'alguns dels quals consten a l'acta de consagració: Barons, Ponç, Gaubert, Bernat, un altre Ponç, Amalric, Sicart, Austem, Pere i Baró. Els límits de la parròquia primigènia consten també en aquesta acta: el Vernet al nord, Castell Rosselló a l'est, Vilanova de Raó al sud i Malloles a l'oest. La seva dotació i el seu manteniment, però, foren a càrrec del bisbat. L'església de Sant Joan el Vell és la tercera església parroquial de Perpinyà, des del punt de vista cronològic. De la primera només en queden els fonaments, dessota de l'actual església de Sant Joan el Vell. La segona és la capella conservada de Santa Maria dels Còrrecs.
El 1102 el comte Guislabert II, la seva esposa, Estefania, i llur fill, Girard, crearen el capítol de canonges agustinians de Sant Joan Baptista de Perpinyà, amb 14 integrants, dotat pel mateix comte per al seu manteniment i subsistència, amb el permís del bisbe d'Elna, Ermengol. Amb això la primitiva església parroquial de Sant Joan Baptista feia el primer pas per augmentar de jerarquia eclesiàstica, que culminaria segles més tard amb l'erecció de l'església catedral, rang, però, que ja no recauria en l'església de Sant Joan Vell, sinó en la nova església gòtica que la substituí. Aquest capítol de canonges fou traslladat a la nova església de Sant Joan Baptista el 1508, just abans de la consagració de la gran església gòtica i poc després que fos unit el 1452 a aquest capítol l'antic priorat benedictí de Sant Aciscle, o Iscle, de Perpinyà.
Poc després de la creació del capítol de canonges, el 1116, el comte Arnau Gausfred completà l'obra amb la creació d'un hospital de pobres, dedicat, així mateix, a Sant Joan Baptista. Encara, el 1165 el comte d'aquell moment, Girard II, aconsellat pel bisbe elnenc, Artau III, cedia tots els drets i delmes que encara tenia sobre aquesta església al capítol de canonges. Diverses donacions al llarg dels segles xii i xiii contribuïren a consolidar l'obra de l'església, que en aquells anys s'havia anat reformant, abans de l'erecció del gran temple gòtic. Així, el 1230 la capellania major d'aquesta església era unida a la mateixa persona del bisbe. A partir d'aquell moment, els bisbes elnencs, capellans major de Sant Joan Baptista de Perpinyà, passaren a compartir residència entre Elna i Perpinyà.
Havent entrat en desús sobretot des del segle xviii, la nau principal de Sant Joan el Vell va veure que el 1892 l'industrial E. Bartissol hi instal·lava tot de maquinària per a la producció d'electricitat, bo i destruint el cor romànic del segle xiii que ocupava els peus de la nau principal. Aquest cor estava dins de la tradició de cors i tribunes com les existents a Santa Maria de Serrabona o Sant Miquel de Cuixà, també en bona part desaparegut. Durant la dècada dels seixanta del segle xx va ser desembarassada d'aquesta maquinària (no del tot, ja que la nau col·lateral nord encara conté generadors d'electricitat de l'empresa Electricité de France), i el 1983 s'hi feren prospeccions arqueològiques, que permeteren la troballa de les dues esglésies anteriors esmentades anteriorment.

## L'edifici
Sant Joan el Vell és, segons els elements trobats en les seves excavacions, almenys la tercera església perpinyanenca. La primera i la segona jauen dessota de la nau central de Sant Joan el Vell. La més antiga, els fonaments de la qual segueixen els paràmetres de les esglésies preromàniques: nau única dividida en tres trams, amb arcs torals, i absis quadrat, lleugerament trapezoïdal. La segona, lleugerament més gran i quasi del tot encaixada a l'entorn de la primera, era també d'una sola nau, amb absis de punt rodó a la capçalera, però precedit d'un llarg presbiteri.
Damunt de les restes d'aquestes dues esglésies es bastí la que es conserva actualment, de tres naus, amb capçalera triabsidal en la qual l'absis central destacava molt per la presència, també, d'un llarg presbiteri. Una altra característica d'aquest absis central és el fet que el seu eix no concorda del tot amb el de la nau principal, sinó que experimenta una lleugera desviació cap al sud. La coberta de les tres naus és d'una sola teulada de dos vessants, mentre que a l'interior és amb volta de canó lleugerament apuntada. La nau no està dividida per arcs torals, sinó per uns pilars massissos d'on parteixen arcades apuntades fetes amb dovelles desiguals, amb una cornisa motllurada a l'arrencada de la volta. Els arcs i els pilars són fets amb marbre de Baixàs, blanc i rosat, mentre que les parets són fetes amb còdols de riu disposats en opus spicatum.
L'obra és bàsicament del segle xiii, cosa que coincideix amb la major part de deixes destinades a millores de l'església, com la de la construcció del cor, com la que es defineix en el testament del bisbe Bernat de Berga, escrit el 1258, que hi destina 200 sous. En consta una consagració prevista per al 1246, que no se sap si es va fer efectiva o no.

## La portalada

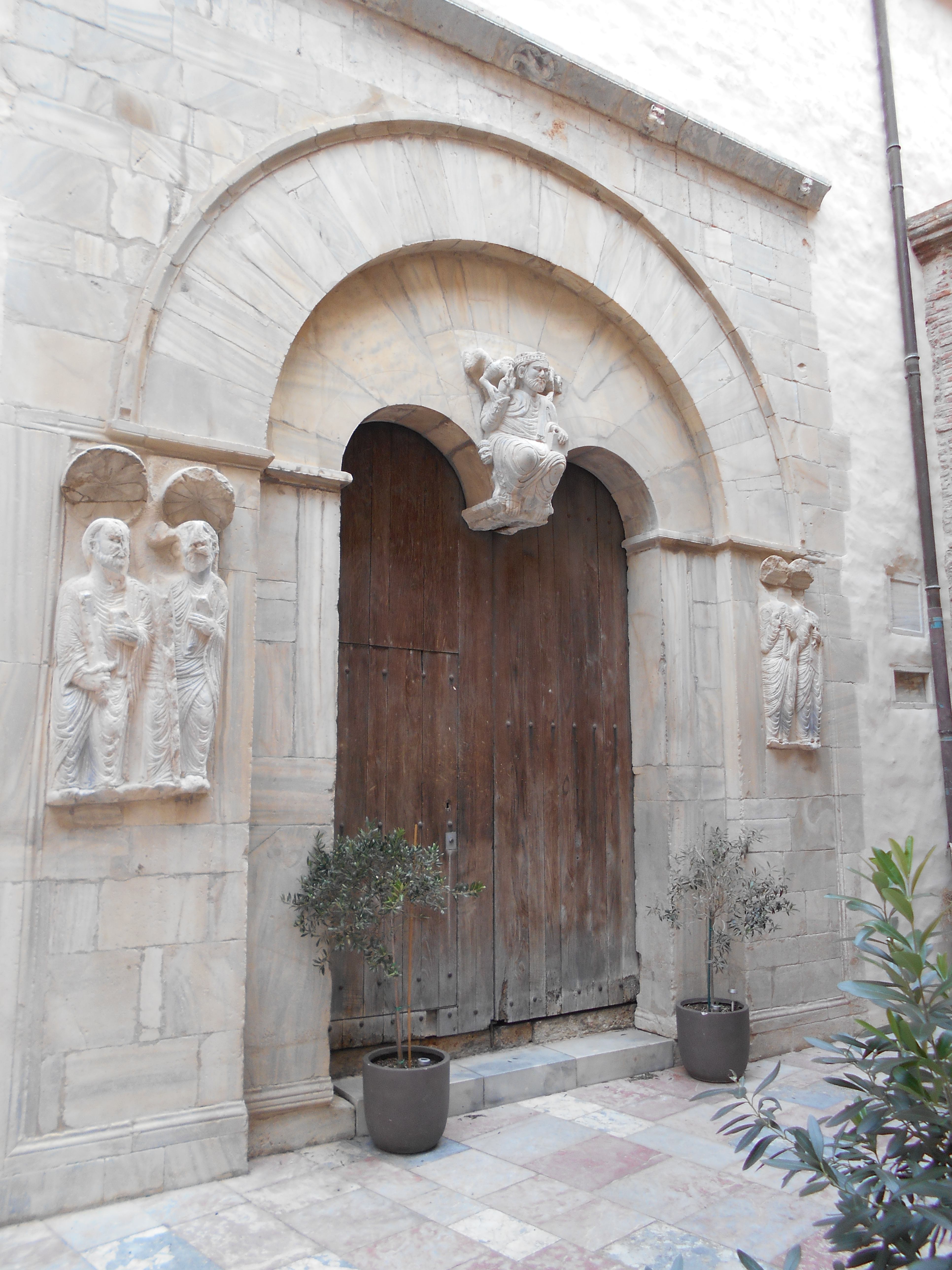
Detall del portal

Destaca en el conjunt de Sant Joan el Vell la magnífica portalada feta amb marbre de Ceret. És en el seu emplaçament original, a la façana de migdia de l'església, i presenta una pecualiaritat entre les diverses portalades romàniques conservades al Rosselló: Es tracta d'una porta geminada, al bell mig de la qual es troba una clau penjant. Tot plegat, inscrit en un ample arc de punt rodó adovellat. Dos apòstols es troben a cada banda de la portalada: sant Pau i sant Jaume a l'esquerra entrant, i sant Joan i sant Pere a la dreta. Al mig, a la clau penjant del centre, el Crist en majestat amb dos àngels. Al damunt hi ha una cornisa motllurada amb caps grotescos i animals fantàstics. Els especialistes han reconegut la traça de Ramon de Bianya, autor d'altres escultures coetànies, per exemple, a Santa Maria d'Arles.
Es conserva també, en part original i en part reconstruïda, la portalada anterior, del segle xii. Es tractava d'un portal-quadre, ja que tot ell és dins d'un marc esculpit.

## Escultures de fusta
A Sant Joan Baptista de Perpinyà s'han conservat dues marededéus romàniques i un Crist crucificat, el Devot Crist, del segle xiv.